# مالكوم إيفانز (مطور ألعاب فيديو)
مالكوم إيفانز (بالإنجليزية: Malcolm Evans)‏ هو مطور ألعاب فيديو ‏ بريطاني، ولد في 10 أبريل 1944 في London Borough of Havering ‏ في المملكة المتحدة.